# Eléazar de Worms
Eléazar ben Juda ben Kalonymus, plus connu sous les noms d’Eléazar de Worms (hébreu : אלעזר מוורמייזא Eleazar mi-Wormayza ou Guermayza) (né en 1160 à Mayence, Rhénanie-Palatinat, Allemagne et mort en 1238 à Worms), Rhénanie-Palatinat, Allemagne ) est un talmudiste et kabbaliste ainsi que la dernière figure d’envergure du piétisme juif allemand. Il est surnommé Eléazar le Parfumeur (hébreu : אלעזר הרוקח Eleazar harokea’h) d’après son grand-œuvre, le Livre du Parfumeur (Sefer HaRokea’h qui partage la valeur alphanumérique de son prénom).

## Éléments biographiques
Eléazar de Worms est vraisemblablement né à Mayence où exerçait son père, Rabbi Juda ben Kalonymus dit le Riva"k de Mayence. Sa famille, dont il retrace l’ascendance afin d’attester de l’antiquité et l’authenticité de ses prières, est issue de Lucques, et s’est établie quelques siècles auparavant dans la vallée du Rhin sur l’instance de Charlemagne ou Charles le Chauve. Voyageant au gré de ses études dans les communautés rhénanes, il acquiert son instruction de son père et apprend la kabbale auprès de son parent, Juda le Pieux de Ratisbonne.
Signataire de nombreux décrets des communautés de SHou"M, il est victime d’une attaque communément attribuée aux Croisés qui ont frappé la communauté à plusieurs reprises: deux individus, ainsi qu’il le relate dans une élégie, intégrée depuis à la liturgie du jeûne du 9 av, font irruption chez lui le 22 Kislev 4957 (15 novembre 1196) alors qu’il travaille sur son commentaire du livre de la Genèse. Les forfants tuent ses filles Belette et Hanna avant de s’acharner sur sa femme Dulcea qui est sortie dans la rue pour crier au meurtre ; lui-même est blessé et survit barricadé dans sa maison mais son fils Jacob meurt de ses plaies. 
Ces évènements influencent profondément l’œuvre déjà prolifique de l’auteur et sa pensée, et il rédigera de nombreuses pièces liturgiques où il déplore les malheurs des Juifs et implore leur salvation des croisades. Il est cependant possible que le motif des assaillants qui arboraient peut-être des symboles croisés, n’ait pas été la judéité de leurs victimes mais la fortune de Dulcea, laquelle était réputée pour ses affaires et entretenait financièrement sa famille. L’acte ne demeure pas impuni et les autorités locales, agissant au nom de l’empereur, capturent rapidement au moins l’un des criminels qu’ils exécutent promptement.